# Третья жена
«Третья жена» (англ. Trophy Wife) — американский телесериал, созданный Эмили Халперн и Сарой Хаскинс, с Малин Акерман, Брэдли Уитфордом, Микаэлой Уоткинс и Маршей Гей Харден в главных ролях. В центре сюжета находится бывшая тусовщица Кейт, которая становится третьей женой богатого мужчины. В процессе познания жизни домохозяйки она вскоре узнает, что его две первые жены и их дети находятся не так далеко от неё.
Сериал транслировался на ABC в сезоне 2013—2014 годов и транслируется в десять вечера вторника, после ситкома «Голдберги» с 24 сентября 2013 года по 13 мая 2014 года. За несколько недель до премьеры ABC выложил в интернет полную версию пилотного эпизода для онлайн-просмотра. Сериал с момента старта получал похвалу от критиков, но не имел успеха в рейтингах. 8 мая 2014 года канал закрыл сериал после одного сезона.

## Производство
В сентябре 2012 года ABC купил сценарий пилотного эпизода, написанного Эмили Халперн и Сарой Хаскинс, и сразу же дал зелёный свет на съемки пилотного эпизода, вне официального пилотного цикла производства. Проект изначально разрабатывался для сезона 2012—2013, однако так и не был реализован из-за неудачи с поиском актрисы на ведущую роль.
Кастинг на центральные роли начался вскоре после заказа пилота. 13 сентября было объявлено, что Малин Акерман ведет переговоры со студией, чтобы играть главную роль в пилоте. 25 сентября было подтверждено, что Акерман подписалась на участие в пилоте и проект сразу пошел в производство. Джейсон Мур вскоре занял место режиссёра пилотного эпизода, а лауреат премии «Эмми» Брэдли Уитфорд подписался играть ведущую мужскую роль. Лауреат премии «Оскар» Марша Гей Харден тем временем вела переговоры по участию в пилоте в роли властной первой жены персонажа Уитфорда, а Микаэла Уоткинс получила роль второй жены. В ноябре Натали Моралес присоединилась к пилоту в роли лучшей подруги героини Акерман.
10 мая 2013 года ABC дал пилоту зелёный свет и заказал съемки сериала для трансляции в сезоне 2013-14 годов.
В ходе дальнейшего производства Джианна Лепера была уволена, а восходящая молодая актриса Бэйли Мэдисон заменила её в роли Хиллари, вспыльчивого подростка и дочери Брэдли Уитфорда. 1 ноября 2013 года канал продлил сериал на полный сезон из двадцати двух эпизодов.

## Актёры и персонажи
- Малин Акерман — Кейт Харрисон
- Брэдли Уитфорд — Питт Харрисон
- Марша Гей Харден — доктор Диана Бакли
- Микаэла Уоткинс — Джеки Фишер
- Бэйли Мэдисон — Хиллари Харрисон
- Райан Ли — Уоррен Харрисон
- Альберт Цай — Берт Харрисон
- Натали Моралес — Мег Гомес